# Jaqueta de campanya

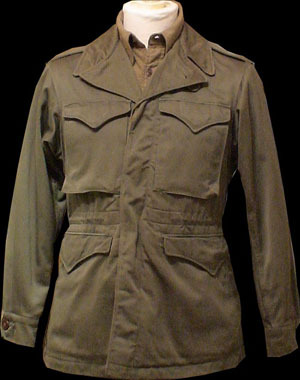
Jaqueta de campanya: exemplar del primer model d'ús generalitzat al gruix d'un exèrcit (EUA, 1943).

La jaqueta de campanya, o brusa de campanya (a voltes coneguda com a guerrera-caçadora), és una jaqueta militar recta (potser lleugerament entallada o elastitzada a la cintura), de faldons curts, folgada, en roba resistent, i amb disseny d'aspecte més tosc i informal que la guerrera tradicional (costures vistes a manera de texans, etc.), fins al punt de distingir-se'n a primera vista com a peça diferent en comptes de variant estilística. Generalment és de solapes o de coll girat, amb punys simples o, més sovint, muntats, i duu muscleres, així com dues o quatre grans butxaques frontals (a voltes també al braç), sovint aplicades i de manxa sense plecs, amb tapeta recta o apuntada. El tancament, així del frontal com de les butxaques, usualment és ocult, i pot consistir en botons, botons de pressió, cremallera o veta adherent, o en una combinació d'aquests sistemes. És força habitual que el puny sigui regulable amb dos punts de tancament, mitjançant botons, botons de pressió o veta adherent; també pot ser elàstic, a manera d'anorac.
La jaqueta de campanya és la peça superior de diari i campanya de la immensa majoria d'exèrcits actuals, combinada sistemàticament amb pantalons multibutxaca i botes de mitja canya.
Té versions d'estiu (en roba fresca sense folrar) i d'entretemps (en roba gruixuda amb l'interior folrat). La versió d'entretemps sovint pot afegir folre polar separable per tal de fer funcions de capot curt a l'hivern, amb què s'acosta al concepte de parca; en temps molt fred, però, s'usa per sota de la parca pròpiament dita.

## Denominacions
El terme jaqueta de campanya (o, contextualment, jaqueta) és el que s'usa més habitualment en català per a designar aquesta peça, i, doncs, el més funcional per a ús quotidià. Alhora, és el més precís: es tracta, efectivament, d'un tipus de jaqueta, i té com a funció essencial de servir per a campanya (o per a diari o feineig). Endemés, el terme jaqueta de campanya permet remarcar la distinció envers la guerrera, peça que la precedí en la funció i que avui resta com a equivalent per a passeig i gala (atès el seu aspecte formal, equivalent de l'americana civil i de la jaqueta del vestit masculí civil). Finalment, el terme jaqueta de campanya té paral·lisme exacte amb les que són habituals en llengües de l'entorn, com l'anglès (field jacket), el francès (veste de combat/de campagne), el portuguès europeu (casaco de campanha) i l'alemany (Feldjacke).
El sinònim complementari brusa de campanya denota prou bé tant l'aspecte de la peça (informal) com la seva llargada (presència de faldons); remarca nítidament la diferència envers la guerrera; i, finalment, expressa amb precisió la funcionalitat específica que té. A desgrat d'això, resulta estrany de parlar d'una brusa que té versió d'hivern.
El terme compost guerrera-caçadora pretén expressar la idea que la peça té faldons, com la guerrera, però disseny i aspecte d'estil caçadora, és a dir, informal i pràctic, contrastant amb l'aspecte formal de la guerrera.
Els termes catalans jaqueta de campanya, brusa de campanya i, esporàdicament, guerrera-caçadora, equivalen a l'esp. camisola (col·loquialment chupita), en la versió d'estiu, i chaquetón, en la d'hivern; fr. veste i veste de combat; it. giubba; port. dólman i --forma més unívoca-- casaco de campanha (blusa de combate al Brasil); ang. field jacket; al. Feldbluse (variant d'estiu) i Feldjacke (variant d'hivern); rus куртка (kurtka), etc.

## Història

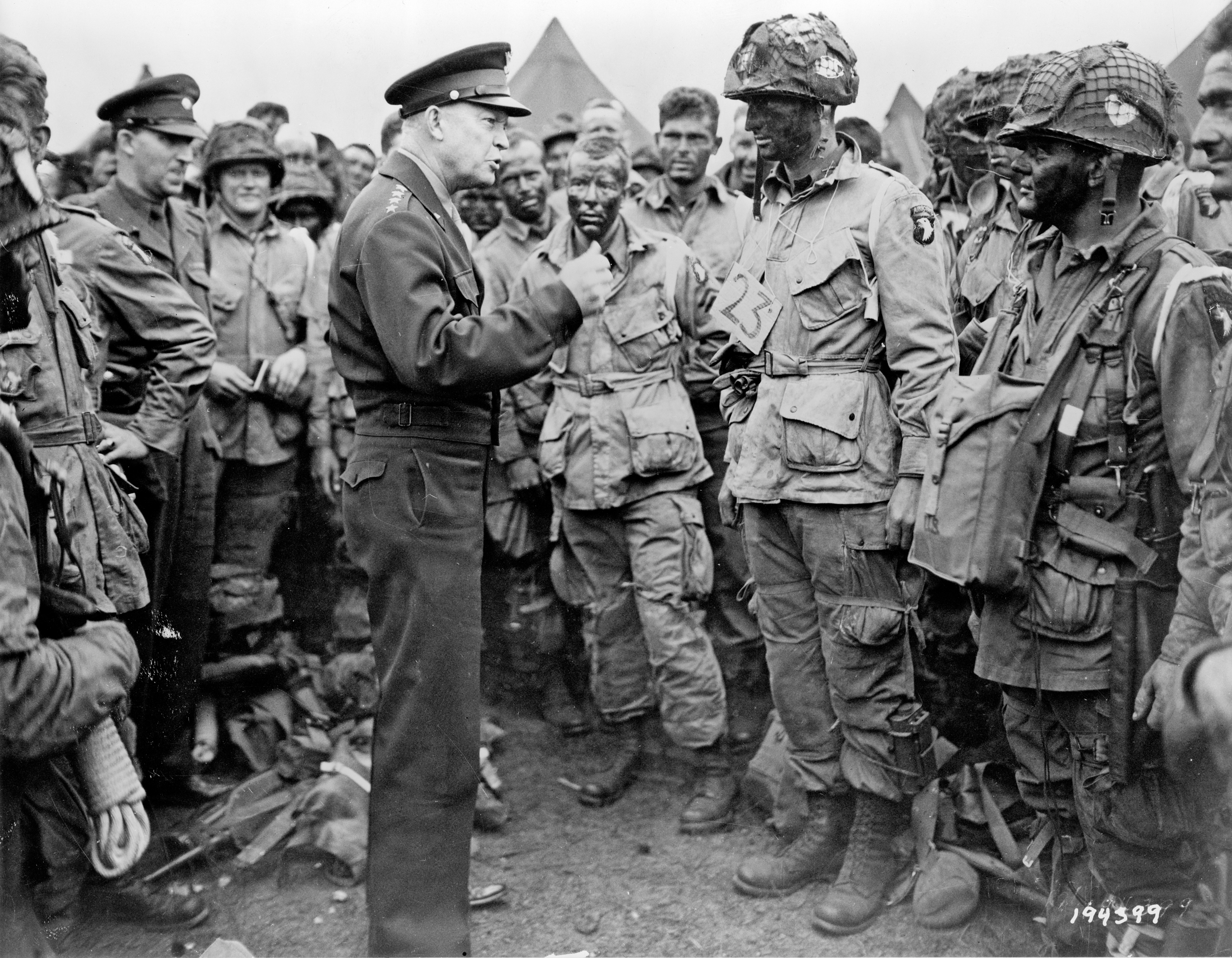
Paracaigudistes estatunidencs amb l'uniforme 1941/42, incloent-hi el model fundacional de jaqueta de campanya.

### Naixença i desenvolupament: els models estatunidencs
El disseny general de la jaqueta de campanya denota el seu desenvolupament a partir de la caçadora del battledress britànic, així com l'hiat envers la línia de la guerrera pròpiament dita. De fet, la primera jaqueta de campanya de la història fou el model de paracaigudista estatunidenc de 1941/42 (parachute jumpers coat), el qual s'havia inspirat en la línia de la caçadora del battledress britànic.
El segon model de jaqueta de campanya a aparèixer fou l'estatunidenc de 1943 (M. 1943 field jacket), primer a equipar el gruix d'un exèrcit, i no tan sols forces d'elit. En cert sentit, un precedent que caldria tenir en compte és la jaqueta de feineig HBT (m. 1941).
D'ençà 1943 la jaqueta de campanya fou la peça superior dels uniformes de campanya estatunidencs. Progressivament la peça anà sofisticant-se.
- la jaqueta de campanya m. 1943 era de solapes i anava complementada amb caputxa separable i folre polar independent. Formava part del nou uniforme de campanya m. 1943, en què, en contrast amb el caqui tradicional,[19] s'estrenà un to més verdós (olive drab no. 7), mena de transició al verd oliva.

- l'efímera jaqueta de campanya m. 1950 (M. 1950 field jacket) era idèntica a l'anterior, llevat que el folre polar passà a anar-hi botonat.

- la jaqueta de campanya m. 1951 (M. 1951 field jacket)[20] --un altre gran clàssic-- era del mateix disseny que la del m. 1950, fora que substituí la solapa pel coll girat; a més, per primera volta els botons es reservaven per a les muscleres: el frontal tancava amb doble sistema de cremallera i botons de pressió, i d'aquests darrers també se n'empraven per a tancar els punys. La jaqueta formava part del nou uniforme de campanya m. 1951, ja en verd oliva (olive green).[21]

- el tercer gran clàssic, la jaqueta de campanya m. 1965 (M. 1965 field jacket),[22] era sense coll i amb la caputxa incorporada, però ocultable, mentre que els punys passaven a tancar amb veta adherent.[23]

- tots aquests models eren d'entretemps, i resultaven massa calorosos en climes càlids, en els quals hom tendia a usar en campanya els uniformes de feineig, més frescos.[24] D'ací que, en el marc de la Guerra del Vietnam, aparegués un model d'uniforme de campanya específicament tropical, m. 1963, incloent-hi la jaqueta de campanya corresponent (M. 1963 tropical combat coat),[25] en tres versions successives (1963, 1964, 1966), totes amb característiques butxaques pectorals inclinades --a l'estil para--; com els models d'entretemps (1943, 1951 i 1965), també esdevindrà de referència internacional, especialment en la tercera i darrera versió, de 1966 (identificable, sobretot, per la manca de muscleres).

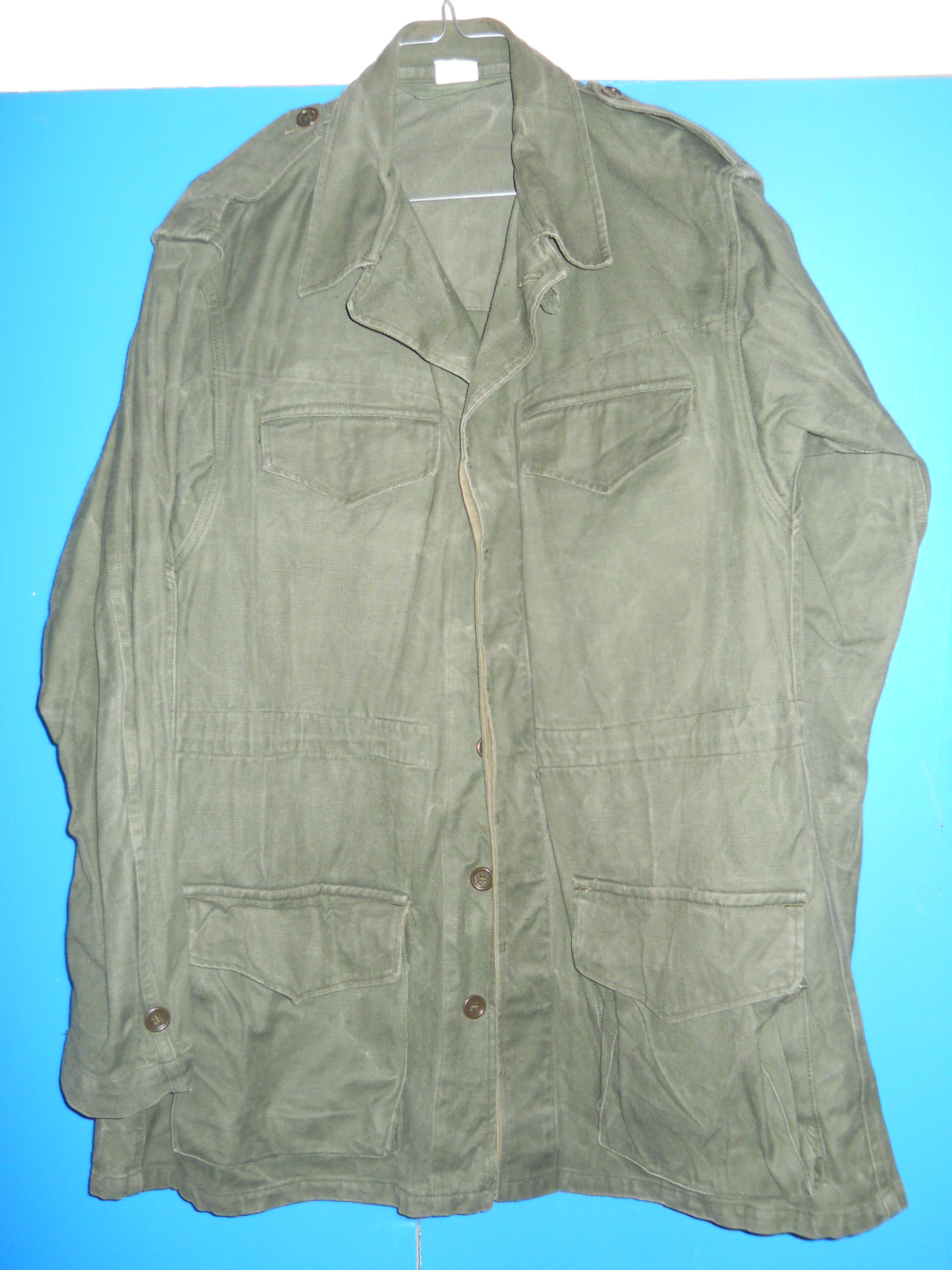
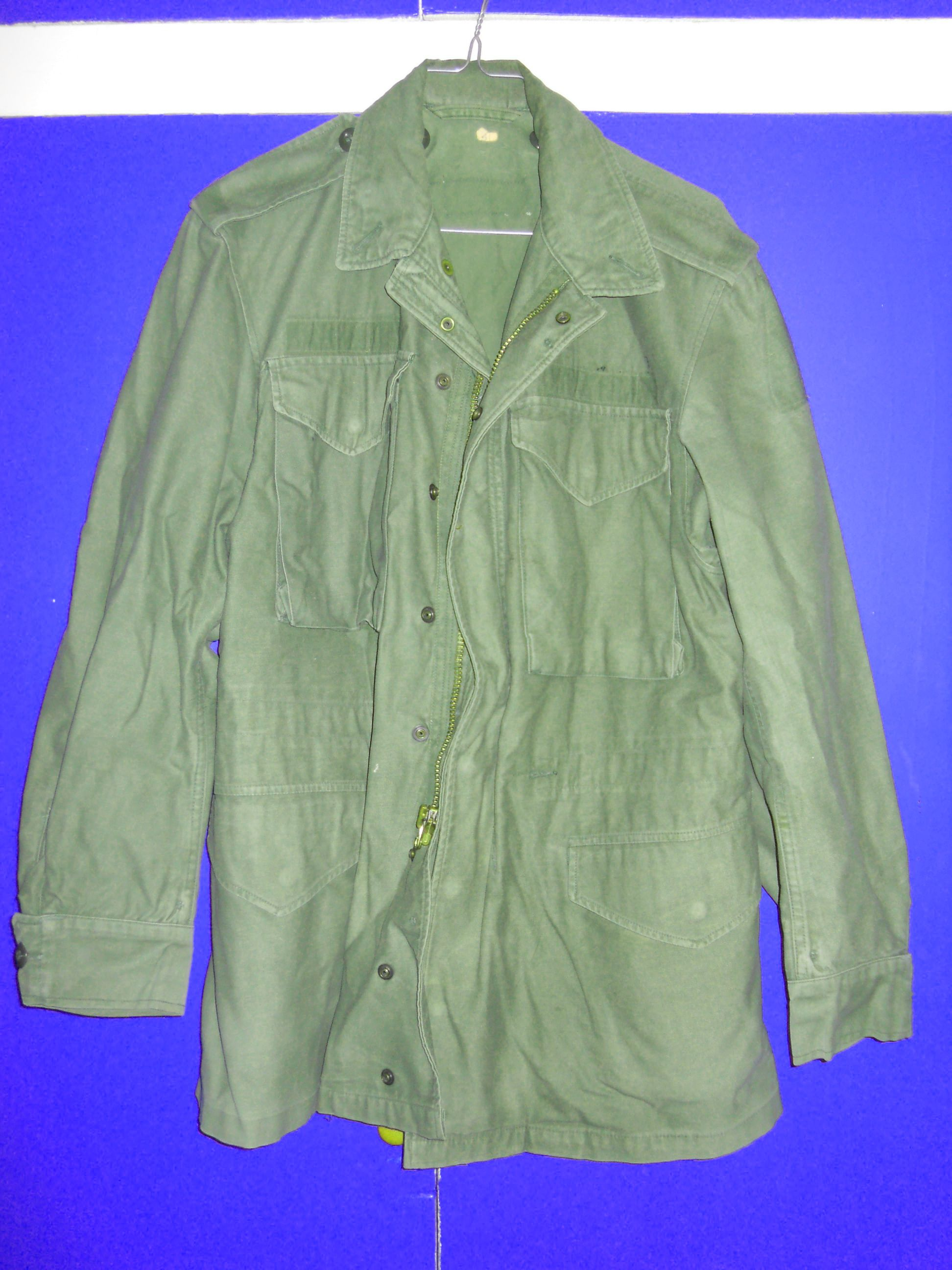
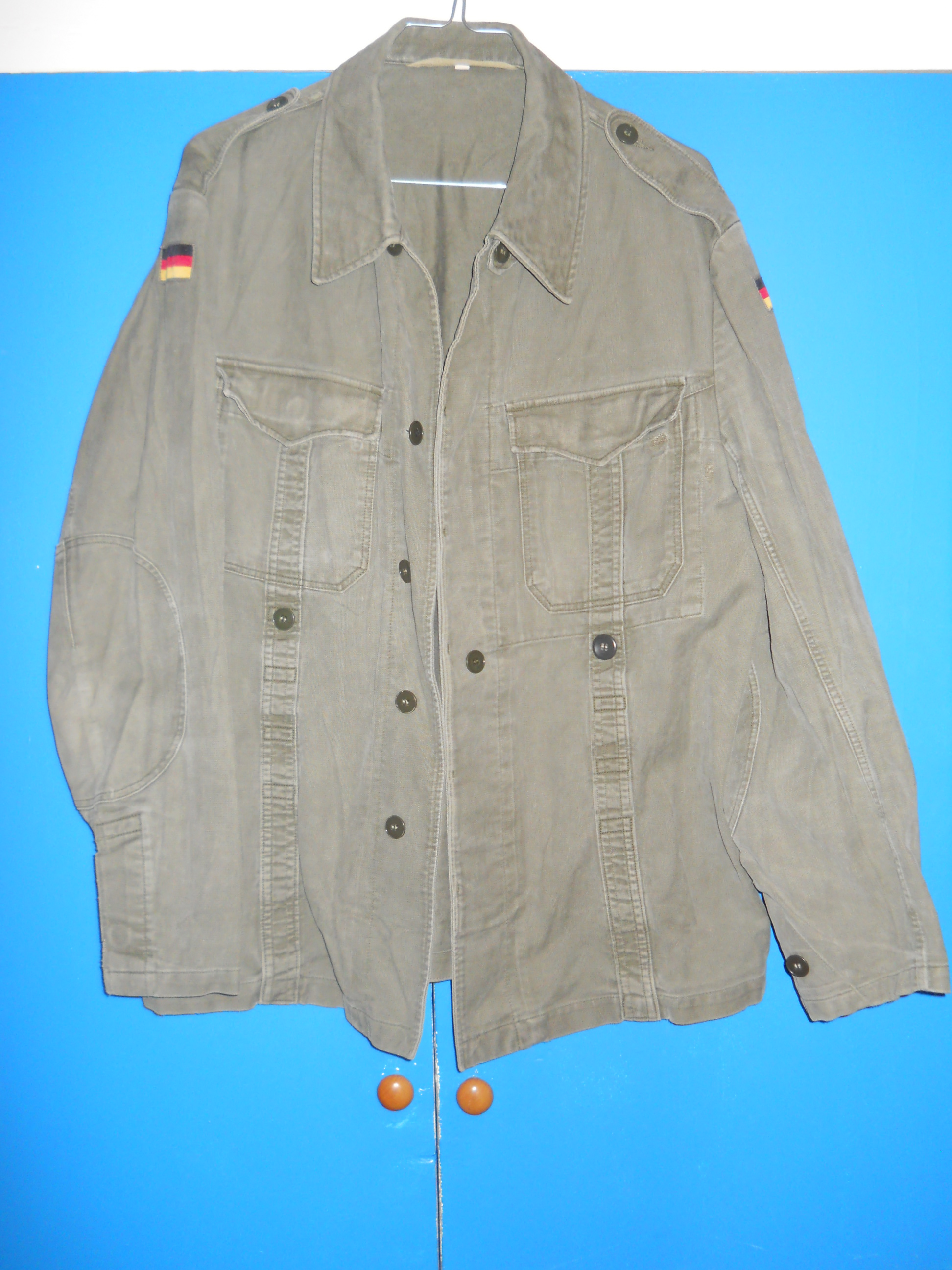
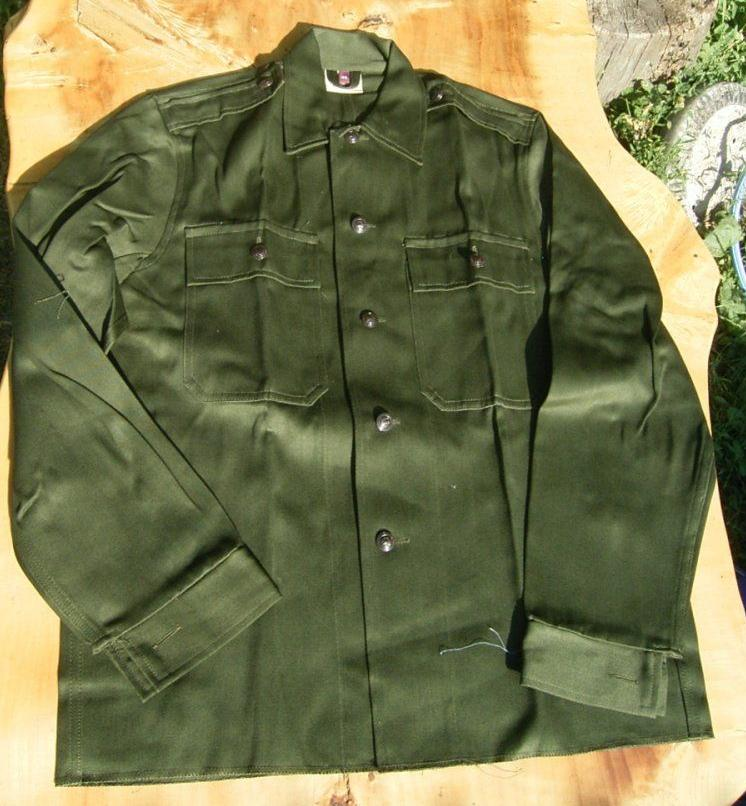
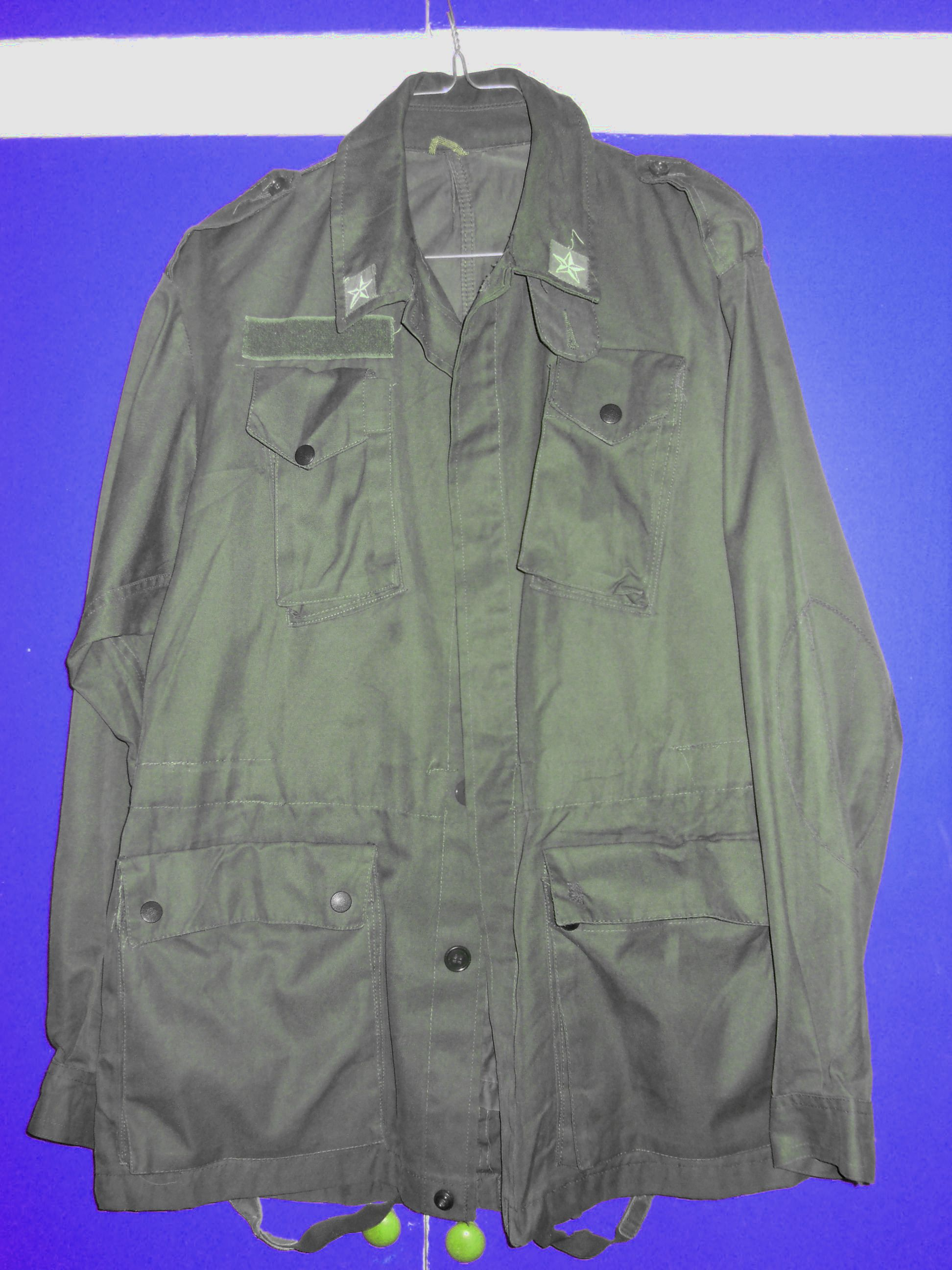
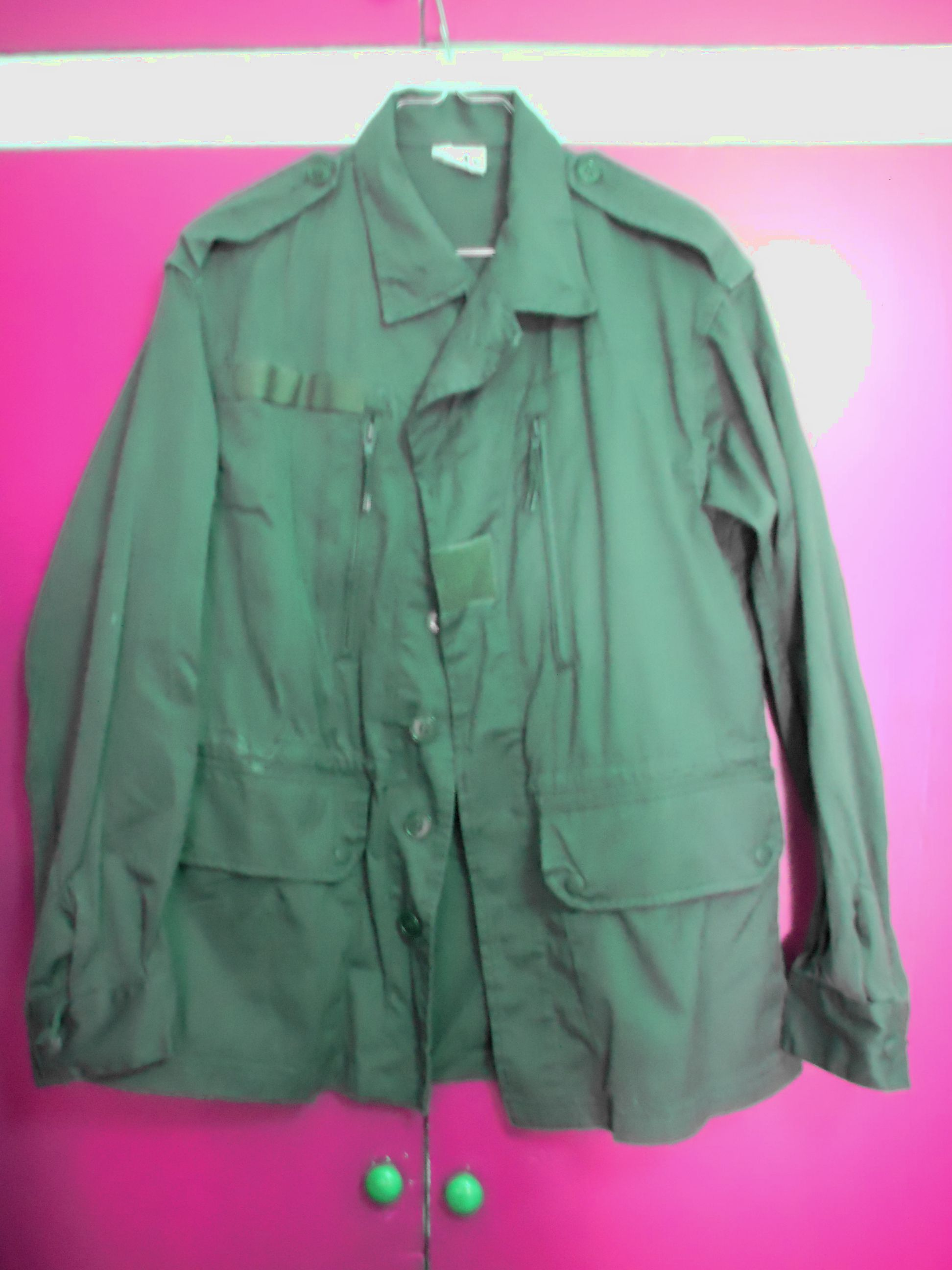
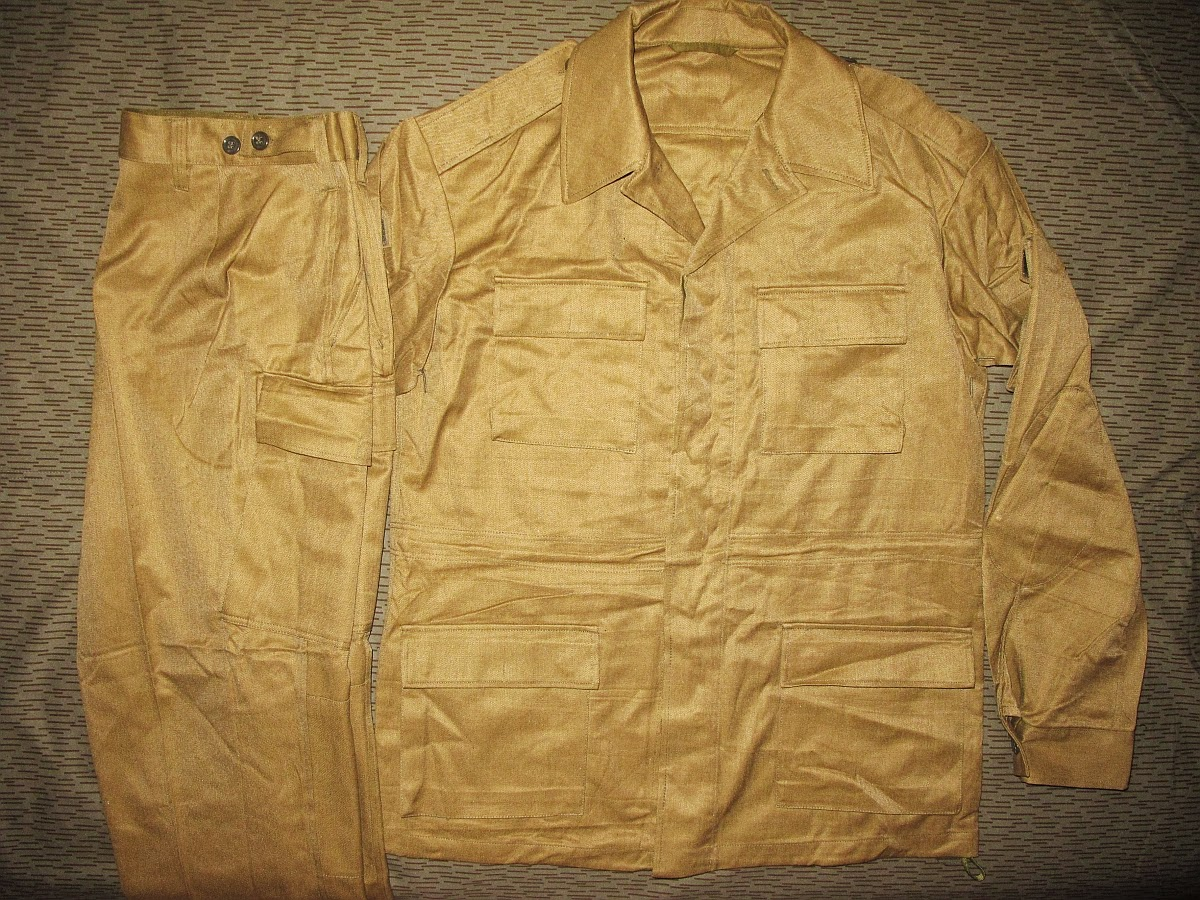
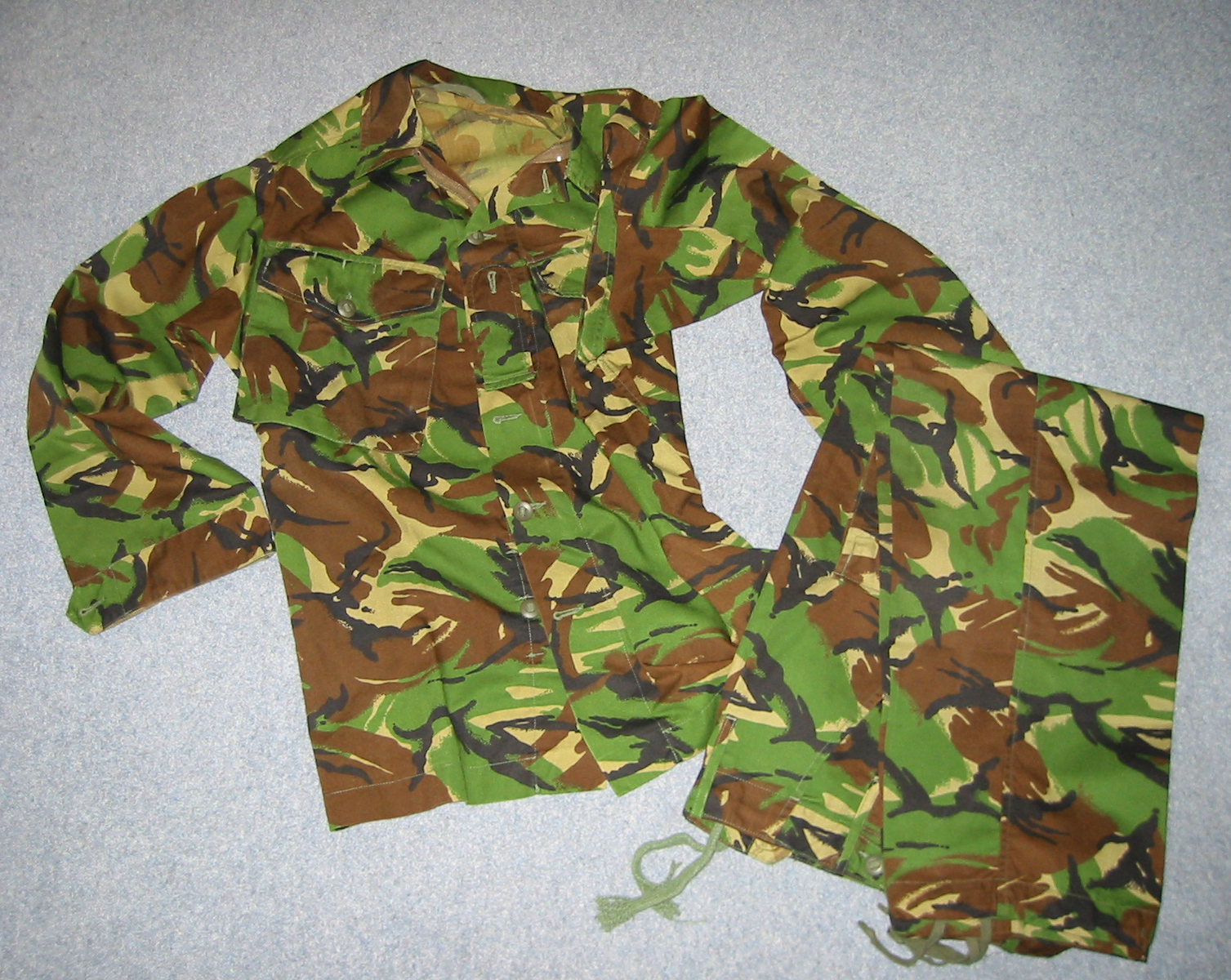

Exemples de jaqueta de campanya: francesa m. 1947 (exemplar dels anys seixanta, ja en verd oliva); EUA m. 1951; RFA m. 1963; hongaresa m. 1965; italiana m. 1975; francesa m. F1 (1980); soviètica m. 1982/88; britànica m. 1995 (en DPM); les dues darreres, amb els pantalons multibutxaca corresponents

### Implantació universal
Algun altre exèrcit imità aviat la jaqueta de campanya estatunidenca. En general, però, a la resta d'exèrcits capitalistes, a partir de la segona postguerra mundial predominaven les imitacions del battledress britànic (en caqui), i, per això, la caçadora de coll girat com a peça superior. Entorn de 1950 aquestes caçadores tendiren a adoptar solapes, i al llarg de la dècada següent afegiren faldons, sovint per influència de l'ús estatunidenc. El resultat final fou, un cop més, la jaqueta de campanya, que entorn de 1960 havia substituït la caçadora en la majoria d'exèrcits capitalistes (aquest canvi, d'altra banda, tendí a encavalcar-se amb la substitució del caqui pel verd oliva).

### El cas del bloc soviètic
Pel que fa al Pacte de Varsòvia, la majoria d'exèrcits membres adoptà la jaqueta de campanya (conjuntament amb els pantalons multibutxaca i les botes de mitja canya) a cavall dels anys cinquanta i seixanta. L'URSS no feu aquest pas fins al 1989, en entrar en vigor el reglament uniformològic de 1988 (bé que el model adoptat ja feia anys que l'usaven les tropes destacades a l'Afganistan, com a m. 1982).

## Ressò civil i article de moda
Als anys seixanta, molts veterans estatunidencs desmobilitzats prenien part en manifestacions de protesta contra la Guerra del Vietnam, i ho feien vestint alguna peça d'uniforme, que sovint era la jaqueta de campanya (sovint combinada amb texans, cabells llargs, barba, símbol de la pau, etc.). Per aquesta via la jaqueta de campanya es posà de moda al món euròpid, sobretot entre el jovent progressista, com a peça informal amb connotacions protestatàries. Amb el temps ha esdevingut un article de moda sense gaire connotacions, més o menys intercanviable amb la caçadora texana, per exemple. Avui dia és unisex. Els civils n'usen tant de militars originals com d'imitació comercial.

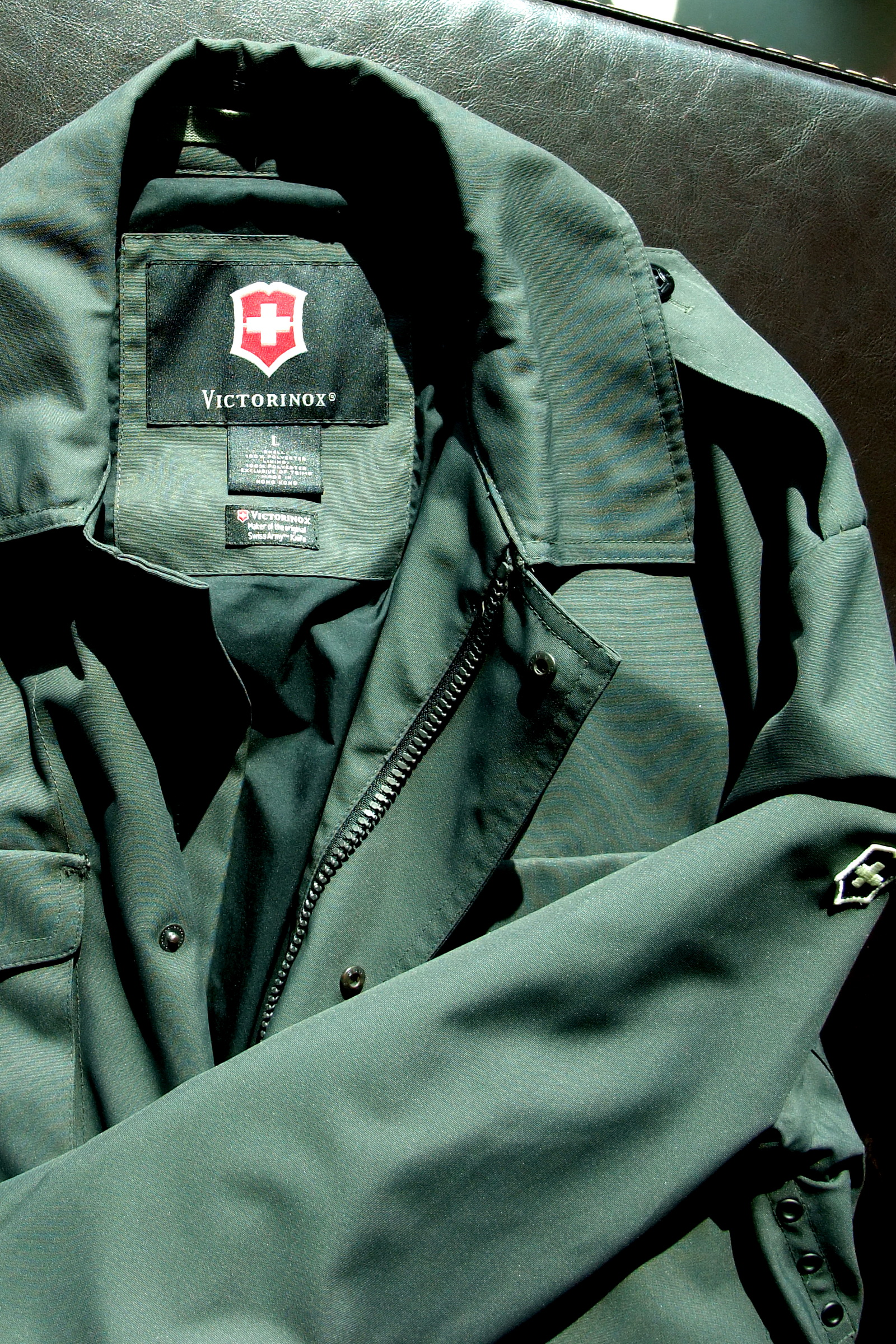
Jaqueta esportiva civil d'estil jaqueta de campanya

Com a article de moda, les imitacions civils de jaqueta de campanya acostumen de ser de coloracions típicament militars: caqui, verd oliva o patrons mimètics. També són populars en color negre.
D'altra banda, la jaqueta de campanya ha inspirat el disseny de jaquetes, caçadores i peces d'abrigar civils usades en caça, muntanyisme, etc.